# Liste der Naturdenkmale in Altheim (bei Riedlingen)
| Naturdenkmale | Anzahl |
| ------------- | ------ |
| FND           | 0      |
| END           | 4      |
| Gesamt        | 4      |

Die Liste der Naturdenkmale in Altheim nennt die verordneten Naturdenkmale (ND) der im baden-württembergischen Landkreis Biberach liegenden Gemeinde Altheim. In Altheim gibt es insgesamt vier als Naturdenkmal geschützte Objekte, keines ist ein flächenhaftes Naturdenkmal (FND), alle sind Einzelgebilde-Naturdenkmale (END).
Stand: 26. März 2017.

## Einzelgebilde (END)
| Name                                 | Bild | Kennung     | Einzelheiten | Position | Fläche Hektar | Datum         |
| ------------------------------------ | ---- | ----------- | ------------ | -------- | ------------- | ------------- |
| 1 Eiche am weiten Weg                | BW   | 84260080003 | Altheim      | ⊙        | 0,0           | 30. Okt. 1952 |
| 1 Eiche bei der Wiedhauhütte         | BW   | 84260080002 | Altheim      | ⊙        | 0,0           | 30. Okt. 1952 |
| 1 Linde an der inneren Klausurmauer  | BW   | 84260080004 | Altheim      | ⊙        | 0,0           | 30. Dez. 1952 |
| 1 Linde im Klosterhof Heiligkreuztal | BW   | 84260080001 | Altheim      | ⊙        | 0,0           |               |
| Legende für Naturdenkmal             |      |             |              |          |               |               |